# Reiner Maria Gohlke
Reiner Maria Gohlke (* 29. Juli 1934 in Beuthen) ist ein deutscher Manager.

## Leben
Nach dem Abitur an der damaligen Oberrealschule für Jungen in Schweinfurt studierte Gohlke von 1955 bis 1960 Eisenhüttenkunde an der RWTH Aachen und promovierte 1965 bei Hermann Schenck zum Thema Untersuchungen zur Phosphoraktivität in flüssigen Eisen-Phosphor- und Eisen-Phosphor-Kohlenstoff-Legierungen.
Gohlke war ab 1978 Geschäftsführer und Vorstandsmitglied der IBM Deutschland.
Am 13. Mai 1982 wurde er von Verkehrsminister Volker Hauff zum Ersten Präsidenten der Deutschen Bundesbahn berufen. Werner Dollinger, der Nachfolger von Hauff bis 1987, stellte Gohlke die Aufgabe, ein Sanierungskonzept für die defizitäre Staatsbahn zu formulieren. Letztlich kam dieser jedoch angesichts der mangelnden Bereitschaft der Öffentlichen Hand, in den Ausbau der Bahn ähnlich wie in den Straßen- und Autobahnbau zu investieren, bei der Bahnsanierung kaum über Streckenstilllegungen hinaus. In seine Amtszeit fiel die Vorbereitung des Beginns des ICE-Netzes. Ebenso fielen die Einführung des Interregio-Konzeptes in seine Amtszeit. Am 1. Januar 1991 wurde er durch Heinz Dürr als Erster Präsident der Deutschen Bundesbahn abgelöst.
Er war vom 16. Juli 1990 bis 20. August 1990 kurzzeitig Präsident der Treuhandanstalt.
Ab 1991 war er Sprecher und ab 1993 Vorsitzender der Geschäftsführung des Süddeutschen Verlags. Aus dieser Funktion schied er im Sommer 2000 aus Altersgründen aus.